# Maarten Larmuseau
Maarten Larmuseau (Zottegem, 3 januari 1983) is een Vlaams geneticus en genealoog uit Zandbergen. Hij is onderzoeker en docent in de genetische genealogie en populatiegenetica binnen het Centrum voor Menselijke Erfelijkheid (CME) aan de Katholieke Universiteit Leuven. Sinds 2021 is hij voor de vakgebieden 'genealogie' en 'genetisch erfgoed' ook deeltijds als docent verbonden aan de opleiding Erfgoedstudies van de Universiteit Antwerpen. Eerder was hij geaffilieerd met de Universiteit van Leicester.

## Genetische genealogie
Larmuseau begon met populatiegenetisch onderzoek rond de evolutie van mariene vissen maar kreeg internationaal aandacht door zijn genetisch genealogisch onderzoek. Zo berekende hij voor het eerst de historische graad aan buitenechtelijke kinderen bij mensen - de zogenaamde koekoeksgraad - via het linken van het Y-chromosoom met stambomen. Hij stelde vast dat de koekoeksgraad in onder andere Vlaanderen, Nederland, Italië, Spanje, Mali en Zuid-Afrika gedurende de laatste honderden jaren steeds tussen 1 en 2 procent heeft gelegen. Deze gemiddelde koekoeksgraad mag dan vrij stabiel zijn in humane populaties, erbinnen valt behoorlijk wat variatie aan te treffen. Met genetisch genealogische studies binnen Vlaanderen en Nederland, waarbij 500 jaar tijd werd overbrugd, toonde Larmuseau aan dat de koekoeksgraad piekte in de periode 1850-1900 bij de laagste sociale klasse in de grote steden. De kans dat een kind onverwacht een andere biologische vader had dan de sociale vader, was daarom sterk gelinkt aan de sociale context waarin de familie zich toen bevond.
Ter ondersteuning van zijn onderzoek naar de historische koekoeksgraad verricht Larmuseau sinds 2020 ook genetisch genealogisch onderzoek naar diepe maternale verwantschappen via mitochondriaal DNA. Aangezien verwantschappen in directe moederlijke lijn tussen levende individuen zeer zeldzaam te vinden zijn voor wetenschappelijk onderzoek, startte hij een grootschalig citizen science project MamaMito op waarbij meer dan 7800 burgerwetenschappers hun moederlijke stamreeks volgens wetenschappelijke criteria opstelden. Op basis van de gevonden verwantschappen via archiefbronnen kon de biologische verwantschap via volledig mitochondriaal DNA geverifieerd worden ter bevordering van genealogisch, historisch en biomedische onderzoek.
Tegenwoordig bestudeert Larmuseau ook de ethische kwesties die ontstaan door de grote populariteit van genetisch genealogisch onderzoek.
Door zijn interdisciplinair onderzoek en zijn steun voor burgerwetenschap bracht hij de discipline van genetische genealogie op een internationaal academisch niveau en propageerde hij tegelijk ze als hulpmiddel voor erfgoedontsluiting en forensisch biomedisch onderzoek.

## Historisch DNA
Naast genetisch genealogie bracht Larmuseau ook het populatiegenetisch erfgoed in kaart in laat-middeleeuws Vlaanderen. Zo stelde hij tevens via DNA historische migraties vast, waaronder de migratie vanuit Frankrijk naar Vlaanderen in de 16e eeuw, en onderzocht hij via ancient DNA op een vijftigtal skeletten reeds het Merovingische grafveld in Koksijde (650-750) waarbij opmerkelijk minder onderlinge verwantschappen tussen de skeletten van het grafveld werden gevonden dan door archeologen werd verondersteld. De individuen behoorden zelfs tot twee groepen van verschillende (genetische) afkomst, die hier samen leefden en begraven waren. Op basis van isotopenanalyse hadden deze twee groepen diverse eetgewoonten (sommigen aten vis, anderen niet) en er was ook een verschil in botslijtage en onderling verwantschapspatroon.
Hij realiseerde met zijn team tal van genetische identificaties binnen forensisch onderzoek via verwantschapsanalyse en van relieken gelinkt aan historische figuren zoals koning Albert I van België, de Zalige Idesbaldus, koning Hendrik IV van Frankrijk en koning Lodewijk XVI van Frankrijk (deze laatste twee samen met Jean-Jacques Cassiman).
In 2023 voltooide hij binnen een internationaal consortium het genoomonderzoek naar de bekende componist Ludwig van Beethoven op basis van haarlokken. Zijn bijdrage aan deze studie was het achterhalen van de genetische afkomst van Beethoven. Zo kwam aan het licht dat er een koekoekskind in de stamlijn van Beethoven aanwezig was, zodat de componist genetisch niet verwant is met alle andere Vlaamse Van Beethovens. Nochtans was die verwantschap op papier wel gevonden via de stamvader Aert van Beethoven uit Kampenhout. Waarschijnlijk was zijn eigen vader Johan van Beethoven geen biologisch kind van Lodewijk van Beethoven uit Mechelen, zoals Jan Cayers reeds in zijn biografie had gesuggereerd. Al kan er op basis van het genetisch genealogisch onderzoek niet met zekerheid gezegd worden in welke generatie de buitenechtelijke verwekking plaatsvond.

## Onderscheidingen
Als appreciatie voor zijn onderzoek verkreeg hij onder meer de EOS Publieksprijs Wetenschapscommunicatie in 2022, de prijs wetenschapscommunicatie van de Koninklijke Vlaamse Academie van België voor Wetenschappen en Kunsten in 2022, de Paul Van Oye-prijs van de Koninklijke Vlaamse Academie van België voor Wetenschappen en Kunsten in 2011, het Gouden Stamboompje van Familiekunde Vlaanderen in 2016 en een EOS-pipetnominatie in 2015. In 2016 werd hij opgenomen in het broederschap van het Manneken Pis van Geraardsbergen. In 2023 werd hij geridderd bij 't Manneke uit de Mane als erkentelijke West-Vlaming.

## Engagementen
- Larmuseau is als specialist genetisch verwantschapsonderzoek toetser van gerechtsdeskundigen bij het Nederlands Register Gerechtelijk Deskundigen (NRGD).
- Larmuseau is vaste columnist in Vlaamse Stam, het tijdschrift van Familiekunde Vlaanderen, en in Gen.magazine, het tijdschrift van het Nederlandse Centrum voor familiegeschiedenis. Deze columns gaan voornamelijk over genetische genealogie, familiegeschiedenis en zijn ervaringen met citizen science.
- Hij maakt ook deel uit van de redactie van het Vlaams-Nederlandse tijdschrift Volkskunde en van het Vlaamse tijdschrift over heemkunde Tijd-Schrift - erfgoedpraktijken in Vlaanderen, uitgegeven door Histories. Hij is bestuurslid van het Centrum voor Studie en Documentatie, uitgever van het tijdschrift Volkskunde.
- Hij is jurylid van de 'Onroerend Erfgoedprijs' uitgereikt door het agentschap Onroerend Erfgoed.[29] Het agentschap organiseert de prijs die wordt toegekend aan een persoon, instelling of bestuur voor een recente verwezenlijking op het gebied van onroerend erfgoed.
- Larmuseau schreef samen met historica Maite De Beukeleer het boek In haar voetsporen: Op zoek naar onze voormoeders over voormoeders en vrouwelijke genealogie op basis van archiefdocumenten, DNA-onderzoek en familieverhalen.[30]

## Trivia
- Larmuseau was deskundige voor de tv-serie Het verhaal van Vlaanderen. Voor de eerste aflevering over de prehistorie onderzocht hij het genoom van Tom Waes op zoek naar neanderthaler-DNA. Vanuit zijn laboratorium in Leuven berekende hij dat Waes uit 2,1% neanderthaler-DNA bestaat.
- Het neologisme 'koekoeksgraad' is een woord dat Maarten Larmuseau heeft geïntroduceerd.[31]
- Larmuseau was een personage in het theaterstuk Bastaard van actrice Kyoko Scholiers in haar zoektocht naar de waarheid rond het familiegeheim dat zij zou afstammen van Napoleon Bonaparte via een doodgezwegen bastaard uit een buitenechtelijk liefdesavontuur in Brussel.[32]
- Hij werd geïnterviewd in de theatervoorstelling Wie we zijn (2019) van Fien Leysen (Het nieuwstedelijk), samen met o.a. Johan Braeckman en Frank De Winne.
- Larmuseau was als deskundige in genetische genealogie vaak te zien in het tv-programma Het zit in de familie op Eclips TV.[33]
- Hij berekende dat hij als achterneef 3% genetische variatie gemeenschappelijk heeft met Constant Lievens, die de nonkel was van zijn overgrootmoeder. Hiermee trachtte hij aan te tonen hoe moeilijk verwantschap via overeenkomstig DNA reeds na enkele generaties te traceren valt, dit in tegenstelling tot het haploïde mitochondriaal DNA en Y-chromosoom.[34]